# 和蔼可亲的慈父
《和蔼可亲的慈父》（朝鲜语：／；又译《親切的父親》）是一首創作于2024年，歌颂朝鮮最高领导人金正恩的歌曲。
該曲由安本熙作詞，郑春日作曲。于2024年4月17日在朝鲜中央电视台中被首次播放。
一詞在朝鮮語中是用於表示“父親”概念的固有詞，該詞在朝鮮亦具有用於指代最高領導人（現爲金正恩）的功能。

## 流行文化
该曲于2024年4月播出后迅速在TikTok等平台爆红。

## 列為禁曲
韩国广播通信审议委员会表示，「亲切的父亲」音乐影片违反南韩的《国家保安法》。该委员会在一份声明中指出：这首歌是针对南韩心理战的典型内容，因为它是透过一个用来联系外界的频道发布，且内容主要集中在对金正恩的单方面偶像崇拜和歌颂上。韩国放送通讯审议委员会表示，将针对「亲切的父亲」音乐影片的29个版本进行封锁，但并未说明执行的方式。委员会补充表示，这是应南韓国家情报院的要求所做出的决定。